# Aurelia Frick
Aurelia Frick, née le 19 septembre 1975 à Saint-Gall, est une femme politique liechtensteinoise, membre du Parti progressiste des citoyens (FBP). Elle est ministre des Affaires étrangères, de la Justice et de la Culture de 2009 à 2019.

## Biographie

### Formation
Frick étudie le droit à l'université de Fribourg en Suisse où elle obtient son diplôme en 1999. Elle présente une thèse sur « la fin du mandat » à l'université de Bâle et passe un examen de juriste dans le canton de Zurich.

### Carrière professionnelle
Après ses études, Aurelia Frick travaille à Zurich dans un cabinet juridique puis comme directeur juridique d'une société de ressources humaines.

### Carrière politique
Aurelia Frick est membre du Parti progressiste des citoyens. Elle est nommée à l'âge de 34 ans ministre de la Justice, des Affaires étrangères et de la Culture à la suite des élections législatives de février 2009. Elle est une des cinq ministres du Liechtenstein et une des deux femmes membres du cabinet (l'autre étant Renate Müssner). On s'attend à ce qu'elle poursuive les réformes du droit civil et pénal du Liechtenstein.
Le 2 juillet 2019, le Parlement vote par 21 voix sur 25 une motion de censure contre elle pour ne pas avoir respecté le cadre budgétaire de son ministère, notamment en ce qui concerne les frais d'expertise, de relations publiques et de déplacement. Son départ du gouvernement est entériné par le prince régent Alois.